# Paal (Nederland)
Paal is een buurtschap in de Nederlandse provincie Zeeland. Het ligt bij Graauw in de gemeente Hulst, in Oost-Zeeuws-Vlaanderen. In 2006 woonden er 80 mensen.
Paal ligt aan de rand van het natuurgebied het Verdronken Land van Saeftinghe en beschikt over een kleine jachthaven die bij laagtij droogvalt, een zogenaamde getijhaven. Er bevond zich een werf waar platbodems, voornamelijk hengsten en hoogaarzen, werden gebouwd. De oude loods van deze werf staat heden nog steeds overeind. De haven werd in de jaren zeventig uitgebaggerd en in 1980 door Rijkswaterstaat gemoderniseerd.

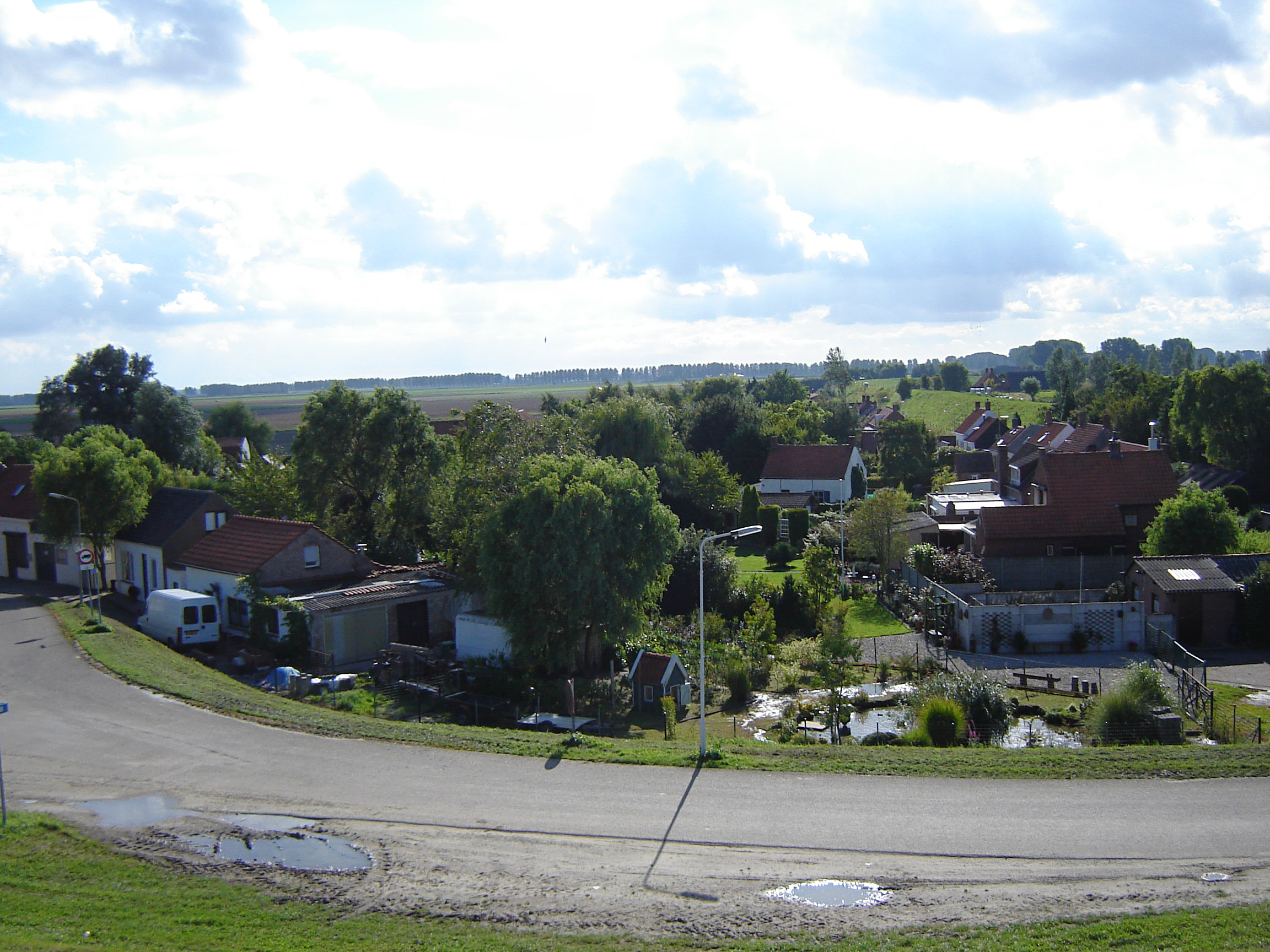
Zicht op Paal
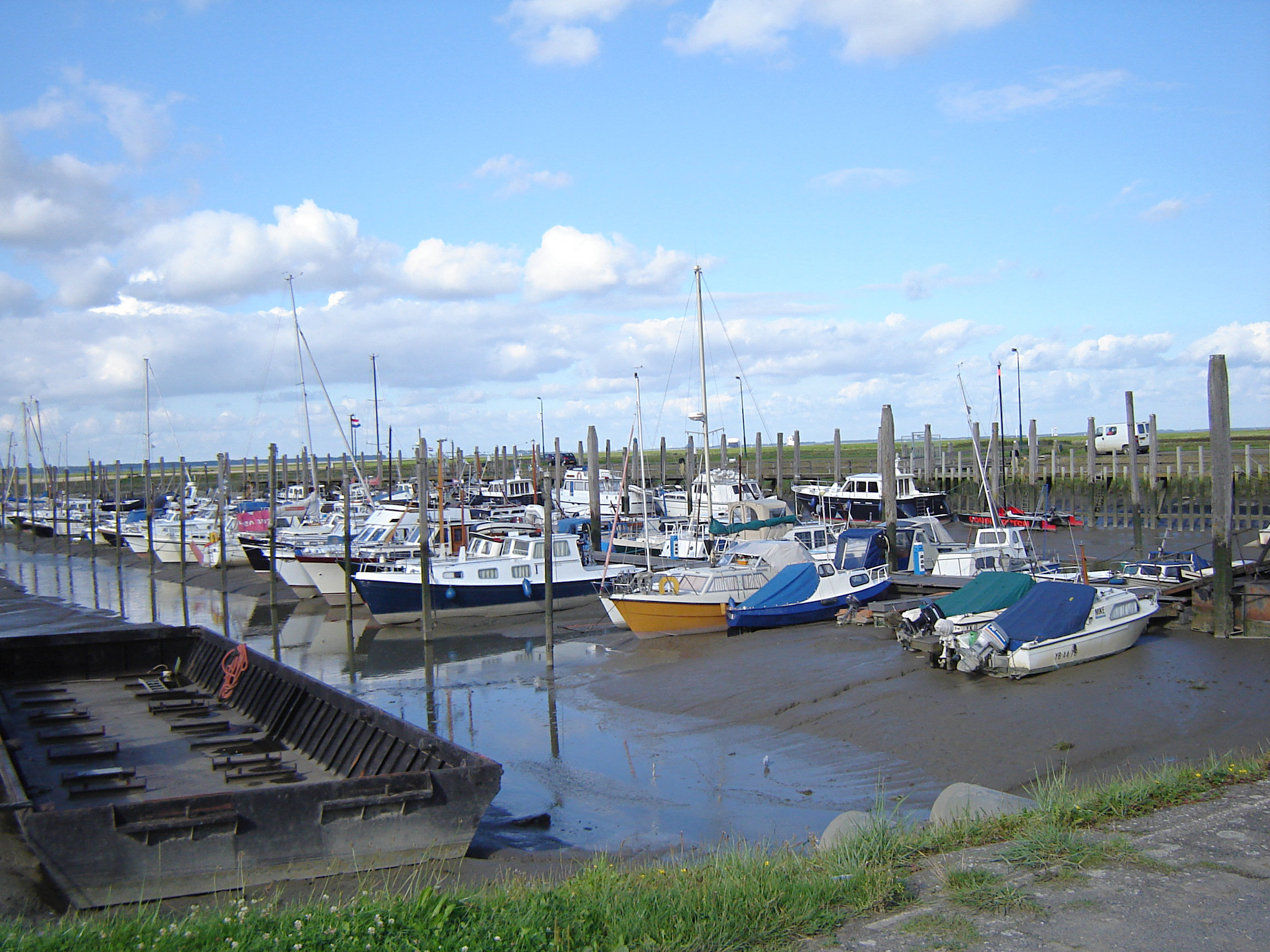
Haventje van Paal bij eb

## Natuur en landschap
Bij Paal ligt een gemaal dat een aantal waterlopen uitwatert, met name de Graauwse Kreek. Paal ligt aan de westpunt van het Verdronken Land van Saeftinghe. Via het Speelmansgat kan men de Westerschelde bereiken, en wel de Overloop van Valkenisse.

## Nabijgelegen kernen
Emmadorp, Graauw, Lamswaarde, Walsoorden
Stad: Hulst

Dorpen: Clinge · Graauw · Heikant · Hengstdijk · Kapellebrug · Kloosterzande · Kuitaart · Lamswaarde · Nieuw-Namen · Ossenisse · Sint Jansteen · Terhole · Vogelwaarde · Walsoorden

Buurtschappen: Absdale · Baalhoek · Boschkapelle · Catalijnenweg · Delft · Drie Hoefijzers · Duivenhoek · De Eek · Emmadorp · Fluitershoek · Groenendijk · Halfeind · Hoefkesdijk · Hoek en Bosch · 't Hoekje · 't Jagertje · Kalverdijk · Kampen · Kamperhoek · Keizerrijk · De Knapaf/Droogedijk · Knuitershoek · Koelewei · Koningsdijk · De Kraai · Krabbenhoek · Kreverhille · Kruisdorp · Kruispolderhaven · Kruisweg · Het Lammetje · Luntershoek · Margret · Margretschedijk · Molenhoek · Molenhoek · Muggenhoek (deels) · Noordstraat · Het Oliekot · Oostdijk · Ossenhoek · Oude Kaai · Oudemolen · Oude Stoof · Paal · Patrijzendijk · Patrijzenhoek · Pauluspolder · Perkpolder · Prosperdorp · De Rape · Roskam · Roverberg · Ruischendegat · Rustwat · Saswijk · Schapershoek · Scheldevaartshoek · Schuddebeurs · Sluis/Drie Gezusters · Statenboom · Stoppeldijk (Rapenburg) · Stoppeldijkveer (deels) · Strooienstad · Tasdijk · Tivoli · Tragel · Verkorting · Vijfhoek · Vogelfort · Walenhoek · Zandberg · Zeedorp · Zeegat

Historische plaatsen: Boerenmagazijn · Eekenissepolder · Klein Kuitaart · Vitshoek

Zeeland: Steden en dorpen in Zeeland      Nederland: Provincies · Gemeenten